# Bursera cinerea
Bursera cinerea är en tvåhjärtbladig växtart som beskrevs av Adolf Engler. Bursera cinerea ingår i släktet Bursera och familjen Burseraceae. Inga underarter finns listade i Catalogue of Life.